# Pachnephorus robustus
Pachnephorus robustus es una especie de insecto coleóptero de la familia Chrysomelidae.
Fue descrita científicamente en 1870 por Desbrocher.